# Eustella av Saintes

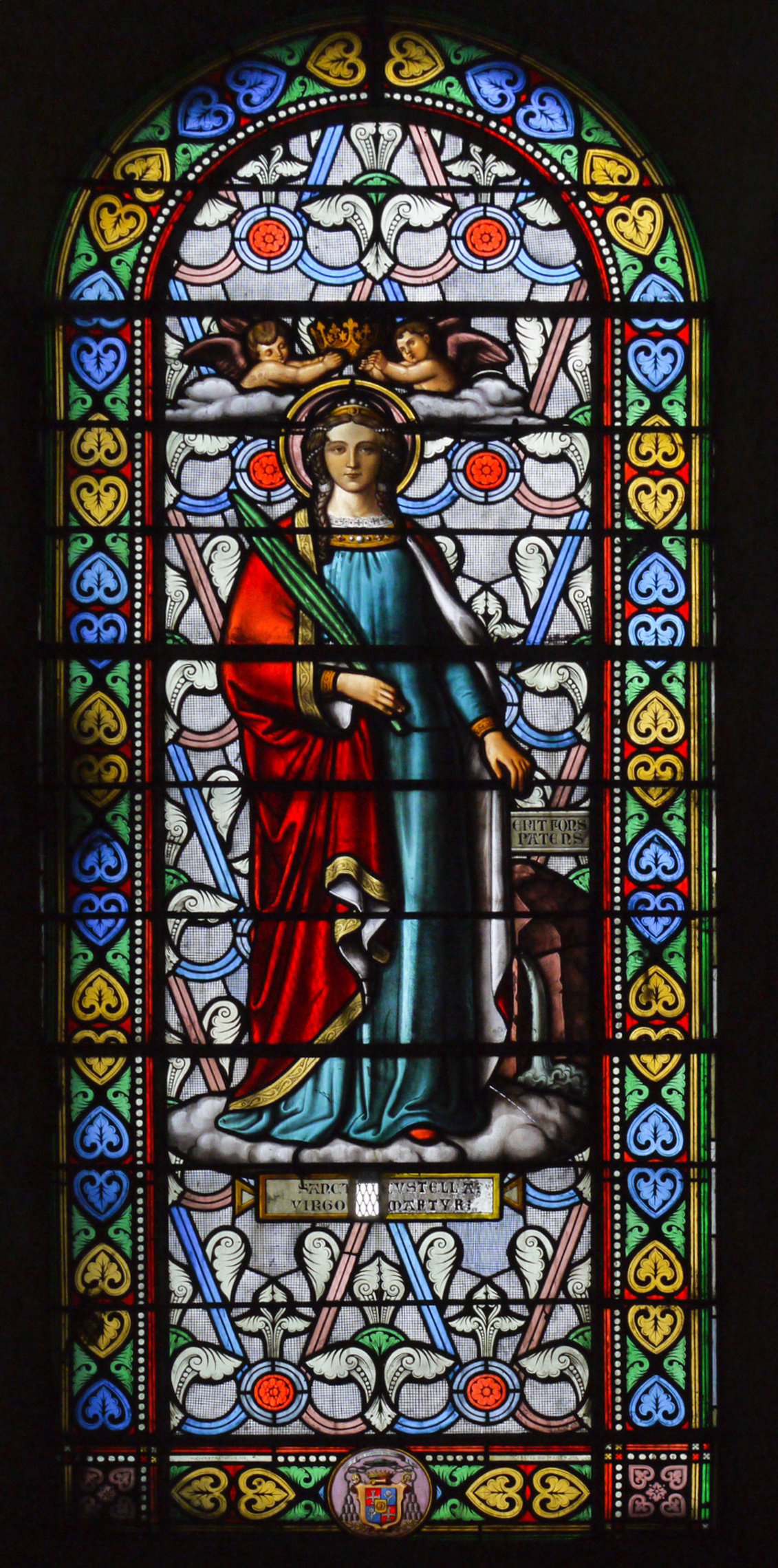
Kyrkfönster med bild av Eustella av Saintes, i basilikan Saint-Eutrope de Saintes, Charente-Maritime, i Frankrike.

Eustella av Saintes (franska Eustelle de Saintes) är ett helgon i den romersk-katolska och i den ortodoxa katolska kyrkan, som man egentligen vet väldigt lite om. Hon sägs vara samtida med Eutropius av Saintes, och sägs har levt – enligt legenden – under det första århundradet efter Kristus. Emellertid uppträder hon inte i den kristna litteraturen förrän under medeltiden, då hon särskilt omnämns i Guide du pélerin de saint Jacques de Compostelle (Guide till pilgrimsfärd längs Jakobsleden), i passagen om Eutropius liv. I Vie du Glorieux Martyre Saint Eutrope de Saintes (ungefär "Eutropius av Saintes ärofyllda martyrskap") skriven 1612 av en anonym jesuitmunk i Saintes, beskrivs hon som martyr.
År 1655 förklaras hon som martyr i kartulariet till prioratet Saint Eutrope (dubbla högtidsdagar). Denna förklaring bestyrktes ensamt av biskop Thomas i Saintes på 1800-talet. 
Eustellas festdagar är 11 maj (Romersk-katolska kyrkan) och 30 april (tillsammans med Eutropius av Saintes, i ortodoxa kyrkan).
Enligt legenden var hennes far en romare av hög börd och legat i staden Saintes. Hennes mor kom från en gammal drusisk familj. Efter att ha hört St Eutropius undervisning, förste biskop i regionen, konverterade hon och döptes och gick för att leva med honom som lärjunge. När hon sedan vägrade avsvära sig kristendomen, dömde hennes far henne till att dö på arènes i Saintes. Hennes kropp begravdes i samma grav som Eutropius, som hennes far hade fått ihjälslagen med en yxa. 
Hennes namn var ursprungligen Eustelle (från grekiskan eu (”vacker” eller ”god”) och stello, ”smycka” eller ”pryda”) och hon var under lång tid skyddshelgon för kristna ungdomar.
Idag är det många experter som ifrågasätter detta helgons existens.